# Georges Marchais

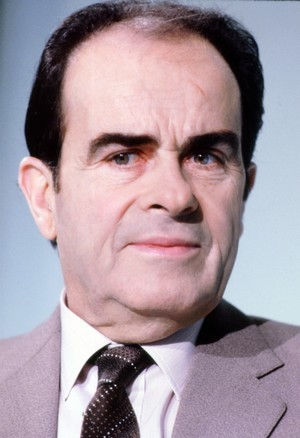

Georges Marchais (La Hoguette,  7 juni 1920 - Parijs, 16 november 1997) was een Frans politicus. Tussen 1972 en 1994 was hij secretaris-generaal van de Franse communistische partij PCF (Parti communiste français). 
Marchais werd voorzitter van de PCF op haar hoogtepunt. Bij de verkiezingen in 1968 was ze de grootste arbeiderspartij in Frankrijk. Marchais begon aan de modernisering van de partij. Onder zijn leiding ging de PCF een alliantie aan met de Parti socialiste van François Mitterrand. Deze nieuwe linkse alliantie werd echter reeds in 1974 verbroken. Marchais en Enrico Berlinguer van de Italiaanse Communistische Partij (PCI) voerden in 1977 besprekingen over een nieuwe koers, het zogenaamde eurocommunisme. Het eurocommunisme bleef echter een Italiaanse aangelegenheid en de PCF veroordeelde later zelfs het eurocommunisme.
In de eerste ronde van de presidentsverkiezingen in 1981 behaalde Marchais 16,3% van de stemmen, terwijl Mitterrand tweede werd met 25,8%, na zittend president Valéry Giscard d'Estaing met 28,3%.
De alliantie tussen de Parti socialiste en de PCF werd in 1981 vernieuwd en toen Mitterrand tot president werd gekozen trad de PCF toe tot de regering. Voor het eerst sinds 1947 had Frankrijk weer PCF-ministers. Marchais stond bekend als een dwarsligger en verzette zich bijvoorbeeld tegen de toetreding van Frankrijk tot de NAVO. Hij was voorstander van een onafhankelijke, nationale defensie. Ook stond hij kritisch tegenover de migratie die hij als een bedreiging zag voor de belangen van de Franse werknemers.
Marchais zetelde van 1973 tot 1997 in het Franse parlement en van 1979 tot 1989 in het Europese parlement.
- Bibsys: 2052130
- Bibliothèque nationale de France: cb12007208f (data)
- CiNii: DA00950043
- Gemeinsame Normdatei: 118781782
- International Standard Name Identifier: 0000 0001 0931 7301
- Library of Congress Control Number: n50040677
- Bibliotheek van het Japanse parlement: 00448788
- Nationale bibliotheek van Australië: 49782710
- Nationale Bibliotheek van Israël: 987007366438305171
- Nationale Bibliotheek van Polen: a0000002844640
- Nationale en Universitaire bibliotheek Zagreb: 000103519
- Nederlandse Thesaurus van Auteursnamen: 067699669
- Réseau des bibliothèques de Suisse occidentale: 02-A003559721
- SNAC: w6zf46qd
- Système universitaire de documentation: 028185927
- Trove: 1495347
- Virtual International Authority File: 108652896
- WorldCat: E39PBJcWphHmTvqfPHMkmjpkjC